# Самарський Віктор Борисович
Віктор Борисович Самарський (нар. 10.08.1969) — український музейний експерт, громадський діяч, історик, етнограф, музейний працівник. Директор музею «Платар» (2002—2005), директор ТОВ «Іринівська» (2002—2005). Віце-президент на громадських засадах благодійної організації «Слов'янський фонд»/Парк «Київська Русь». Член Українського керамічного товариства

## Біографія
Віктор Борисович Самарський народився у селі Червона Поляна Горностаївського району Херсонської області, у родині службовців. Нащадок дворянських родів Самарських та Франк.
У 1986 році закінчив Червонополянську середню школу Херсонської області.
З серпня 1986 і до призову в радянську армію, у листопаді 1987, працював старшим піонерським вожатим в Червонополянській середній школі.
1987—1989 рр. — служив в армії. Спочатку в спеціалізованому навчальному центрі зв'язку в м. Баку (Азербайджанська РСР). По закінченні центру, як один з найкращих радіотелеграфістів, направлений на проходження служби в 7-му Гвардійську загальновійськову армію, до міста Єреван (Вірменія), для забезпечення зв'язку командуючого армією. 8 грудня 1988 року, зразу після жахливого землетрусу, відряджений у м. Спітак. Де, до лютого 1989 року, забезпечував оперативний зв'язок військового коменданта Спітака з вищим керівництвом Вірменської РСР та СРСР. Наприкінці грудня 1989 року В. Самарський був демобілізований та повернувся до рідного села.
1990—1991 рр. — Віктор Самарський працює інструктором по спорту в радгоспі «Гороностаївський», Херсонської області. Згідно тодішнім радянським традиціям, інструктор по спорту в сільських районах, — це секретар місцевої комсомольської організації.
1992—2001 рр. — науковий співробітник, завідувач відділом, заступник директора в Національному музеї-заповіднику українського гончарства в Опішні.
В 1990 році, В. Самарський вступає на заочне відділення філологічного факультету Сімферопольського державного університету., який закінчує у 1996 році.
У другій половині 1991 року, Віктор Самарський, переїздить на проживання до смт. Опішня Полтавської області. Там незабаром влаштовується на роботу до Музею-заповідника українського гончарства науковим співробітником. Згодом, в структурі музею створюється Аудіовізуальний фонд українського гончарства і В. Самарського призначають його завідувачем. Вітор Борисович, разом зі співробітниками фонду, починає формувати збірку кіно-фотоматеріалів з історії гончарства. Паралельно з основною діяльністю, В.Самарський займається науковою роботою. В етнографічних експедиціях досліджує історію розвитку гончарства України. І насамперед, Південної України. Дослідження розвитку гончарного виробництва на Півдні України, стає темою його дисертаційної роботи на науковий ступінь кандидата історичних наук. Екзамени на перекваліфікацію та кандидатський мінімум, як пошукач, здає в Полтавському педагогічному університеті. Відсутність фінансів та інші фактори не дали змоги підготувати та захистити дисертацію. У 2001 році Віктор Самарський переїздить з Опішні до Києва.
Тоді ж випадково знайомиться з київським бізнесменом та колекціонером Сергієм Платоновим. Незабаром Сергій Миколайович пропонує Віктору зайнятися створенням приватного музею старожитностей на основі його колекції. В.Самарський розуміючи, що така колекція, як у Платонова, має слугувати для всіх, погоджуеться на цю пропозицію і з головою поринає в створення нового музейного закладу.
2002—2005 рр. — директор Музею історичної культурної спадщини «Платар».
На момент початку створення музею, колекція Платонових налічувала кілька тисяч предметів старовини різного періоду. Переважно це були античні ювелірні прикраси та кераміка. Наприкінці 2002 року Сергій Платонов об'єднує свою колекцію з колекцією голови ради директорів «Індустріального союзу Донбассу» Сергієм Тарутою. Так з'являється музей «Платар».
Віктор Самарський, у співпраці з провідними українськими вченими-археологами В. І. Клочко, М. Ю. Відейко, Н. Б. Бурдо, Л. С. Клочко, О. В. Симоненко, М. Є. Левадою, Р. В. Стояновим, починають наукове опрацювання предметів
За три неповних роки, з колекції напівкримінального походження, В.Самарському вдалося створити повноцінний музей високого світового рівня. Експонати пройшли науковий опис, були інвентаризовані. І зрештою, 2004 року, був виданий науковий каталог «Платару». Але одним цим робота не обмежувалась. Крім постійного експонування в Києві, проводились виїзні виставки в регіонах: Вінниця, Херсон, Миколаїв, Запоріжжя.
Дякуючи зусиллям археологів-трипіллєзнавців М. Ю. Відейка та Н. Б. Бурдо був підготовлений та виданий, під егідою Міністерства культури України, двотомник «Енциклопедія Трипільської цивілізації», 2004 рік.. Також, у жовтні 2004 року, був проведений Всесвітній науковий конгрес «Трипільська цивілізація».
У тому ж 2004 році, захворів на рак Сергій Платонов. 16 лютого 2005 він відійшов у вічність..
У березні 2005, разом з Національним музеєм-заповідником «Софія Київська», Віктор Самарський підготував виставку пам'яті Сергія Платонова «На зорі світових цивілізацій. Трипільська культура в Україні».
У квітні, через відмову співвласників «Платару» С.Тарути та М.Платонова виконати свої зобов'язання по оплаті проробленої роботи, Віктор Самарський змушений був звільнитися з «Платару».
Деякий час працює завідувачем відділу в музеї-квартирі Павла Тичини в Києві. Паралельно, щоб якось виживати, консультує приватних колекціонерів.
2007—2008 рр. — заступник директора з наукової роботи та виставкової діяльності, Дирекція художніх виставок України Міністерства культури України.
На початку 2007 року, на запрошення начальника відділу музейної справи Міністерства культури України Нестеренко Л. М., йде працювати заступником директора з наукової роботи та виставкової діяльності Дирекції художніх виставок України. У співпраці, як з окремими художниками, так і з керівництвом Національної спілки художників України, займається популяризацією українського мистецтва.
2008 р. — голова журі Другого Всеукраїнського музейного фестивалю.

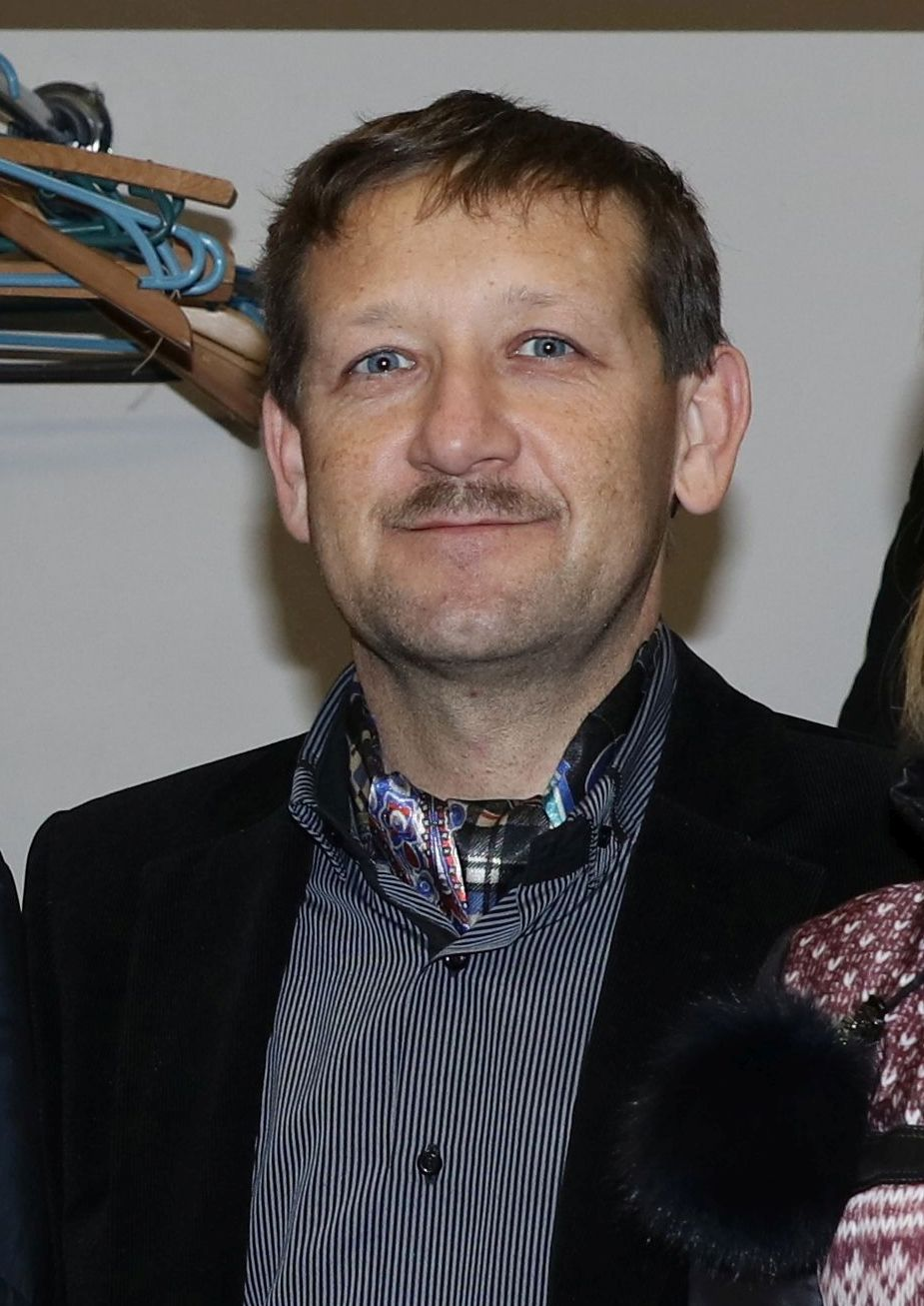
Віктор Самарський, 2016 рік

Восени 2008 року, В.Самарського, запрошують очолити Експертну раду (журі) Другого Всеукраїнського музейного фестивалю, який проводиться раз на три роки у м. Дніпропетровську. Цей фестиваль запам'ятався музейникам України насамперед неупередженним ставленням членів Експертної ради при конкурсному оцінюванні. Не останню роль, у такому справедливому підході, зіграв і голова журі Віктор Самарський, не дивлячись на певний тиск з боку радника тодішнього міністра культури В.Вовкуна Лідії Лихач.
У грудні 2008, Віктор Самарський звільняється з роботи в Дирекції художніх виставок України.
Продовжує займатися консультаціями і громадською діяльністю в сфері музейництва та культури. Так, у 2009 році, допомагає у створенні Музею видатного єврейського письменника Шолом-Алейхема.
2011 р. — дотепер — віце — президент на громадських засадах благодійної організації «Слов'янський фонд» / Парк «Київська Русь»
Напочатку 2010, знайомиться з президентом благодійної організації «Слов'янський фонд» та ініціатором створення Парку «Київська Русь» Володимиром Янченком, з яким співпрацює і досі.

## Публікації
- Співавтор «Енциклопедії трипільської цивілізації».
- Наукові статті з історії розвитку гончарства Півдня України 18-20 стст.
- Папета Сергій, Самарський Віктор. Відрядження на Волинь // Українське гончарство: Національний культурологічний щорічник. За рік 1994. — Опішне: Українське Народознавство, 1995. — Кн.2. — С. 147—154.
- Самарський Віктор. Гончарство Півдня Україна (історико-етнографічне дослідження). — Рукопис. — Ф.1. — Оп.2. — Од. зб. 42. — 43 с.
- Самарський В. Перша книжка про Вікентія Хвойку / Віктор Самарський // Уряд. кур'єр. — 2006.
- Микитенко Л. Гончарство Васильківського та Обухівського районів Київської області / Людмила Микитенко, Віктор Самарський // Українське Гончарство: Національний культурологічний щорічник. За рік 1995. — Опішне: Українське народознавство, 1996. — Кн. 3. — С. 135—142.